# Dicrania signaticollis
Dicrania signaticollis är en skalbaggsart som beskrevs av Moser 1919. Dicrania signaticollis ingår i släktet Dicrania och familjen Melolonthidae. Inga underarter finns listade i Catalogue of Life.